# Río Deva (vattendrag i Spanien, lat 43,39, long -4,51)
Río Deva är ett vattendrag i Spanien. Det ligger i den norra delen av landet, 300 km norr om huvudstaden Madrid.